# Agathe Dronne
Agathe Dronne é uma actriz e directora de cinema francesa.

## Carreira
OS seus créditos incluem papeis em mais de 20 filmes e 10 projectos de TV, bem como diversas apresentações teatrais.
Apresentou a sua curta La Vallée des larmes no Conti Film Festival 2013, onde o filme ganhou o Prémio do Público.

## Filmografia seleccionada

### Actriz
- 2007 — The Vanishing Point,, dir. Laurent de Bartillat;[5]
- 2013 — My Soul Healed by You, dir. François Dupeyron;[6]
- 2015 — Les Cowboys, dir. Thomas Bidegan;[7]
- 2017 — Espèces ameaçadas, dir. Gilles Bourdos.[8]
- 2018 — Marche ou Crève;[9]
- 2021 — Full Time, dir. Eric Cascalho.[10]

### Diretor
- 2012 — Curta La Vallée des larmes.